# Асеева (деревня)
Асеева — деревня в составе Болховского района Орловской области, входит в Боровское сельское поселение. Население — 24 чел. (2010).

## География
Деревня расположена в центральной части Среднерусской возвышенности в лесостепной зоне, на севере Орловской области и находится на берегу реки Турья.
Уличная сеть представлена двумя объектами: Медовая улица и Садовая улица.
Географическое положение
в 2 км. — административный центр поселения деревня Козюлькина, в 14 км — административный центр района, в 13 километрах от районного центра — города Болхов, в 59 километрах от областного центра — города Орёл и в 280 километрах от столицы — Москвы.

## Население
| 2010 |
| ---- |
| 24   |

## Транспорт
Просёлочные дороги.